# Reunion (videójáték)
Ez a szócikk a videójátékról szól. A sziget leírását a Réunion lapon találod meg.
A Reunion egy űrstatégiai játék; a magyar Digital Reality cég (akkor még Amnesty Design) első játéka.
1994-ben jelent meg hajlékonylemezen, 1995-ben CD-n (csak a PC verzió).

A játéknak Amiga (külön OCS/ECS és AGA verzió) és IBM PC (DOS) verziói léteznek.

A programot 1992 nyarán kezdték fejleszteni, párhuzamosan Amigára és PC-re.

Írták: Kistamás János, Jámbor Krisztián (Amiga), Kiss István "Spidy" (PC).

Angol, német, francia és olasz nyelvű változatai léteznek.
Fajok: Jaanosians; Morguls; Kalls; Phelonians; Eran; Druedians; Hirachi; Undorlings; Lisonians; Syonians; Earthlings.

## Minimális rendszerkövetelmények
Commodore Amiga változat:
- Amiga 500/2000 CPU osztály (Motorola 68000 processzor)
- Kickstart 1.2
- 1 MB RAM
- Az OCS (Original Chip-Set) / ECS (Enhanced Chip Set) változatnak 1,5MB RAM-ra van szüksége az opcionális HDD telepítéshez (5MB szabad HDD)
- Az AGA (Advanced Graphics Architecture) változatnak HDD-re van szüksége a 256 színű grafika és a jobb audió miatt (12MB szabad HDD)
- Gyorsabb játék érdekében támogatja az 1MB-nál több RAM-mal felszerelt gépeket
- Támogatja a külső lemezmeghajtókat

IBM PC változat:
- 80386 CPU
- MS-DOS 3.0 vagy újabb
- 1MB RAM
- EMS memóriát igényel, minimum 64 kilobyte-os bufferrel (config.sys: DEVICE=C:\DOS\EMM386.EXE RAM D=64)
- VGA videókártya
- Gravis Ultrasound (csak a 220-as porton), Sound Blaster Pro, Sound Blaster 2.0, Adlib vagy ezekkel kompatibilis hangkártya
- Gravis Ultrasound esetén 512KB memória kell a hangkártyán, hogy halljuk a bevezető (intro) beszédet
- 1× CD-ROM meghajtó (a CD-s verzióhoz)

## Külső hivatkozások

### Magyar
- A Digital Reality oldala
- Sbob oldala
- Loogoos oldala

### Idegen nyelvű
- MobyGames
- A The Underdogs leírása
- REUNION INSTALLATION AND SETUP (A CD-ről)
- Fórum